# Герус Юрій Миколайович
Ю́рій Микола́йович Ге́рус (нар. 13 квітня 2001, Суховоля, Житомирська область, Україна — пом. 28 липня 2022, Залізне, Донецька область, Україна) — старший солдат Збройних сил України, учасник російсько-української війни. Кавалер ордена «За мужність» III ступеня (посмертно).

## Життєпис
Народився 13 квітня 2001 року в селі Суховоля Житомирської області. Також місцем народження вказується Звягель.
В 2019 році, коли Юрію виповнилося 18 років, він підписав контракт з збройними силами і потрапив до 72-ї ОМБр. Брав участь в ООС у Луганській та Донецькій областях.
Після початку повномасштабного вторгнення захищав Київщину, а саме Мощун та Чорнобиль. Загинув на Донеччині рятуючи побратима.

## Родина
Залишилися дружина та син.

## Нагороди
- орден «За мужність» III ступеня (17 серпня 2022, посмертно) — за особисту мужність і самовіддані дії, виявлені у захисті державного суверенітету та територіальної цілісності України, вірність військовій присязі[3].